# Degussa
Evonik Degussa GmbH is een Duits chemisch bedrijf, met hoofdkwartier in Düsseldorf (Noordrijn-Westfalen). Degussa is een acroniem voor Deutsche Gold- und Silber Scheideanstalt. Het is het op twee na grootste chemieconcern van Duitsland (na BASF en Bayer) en heeft wereldwijd ongeveer 45.000 werknemers.

## Geschiedenis

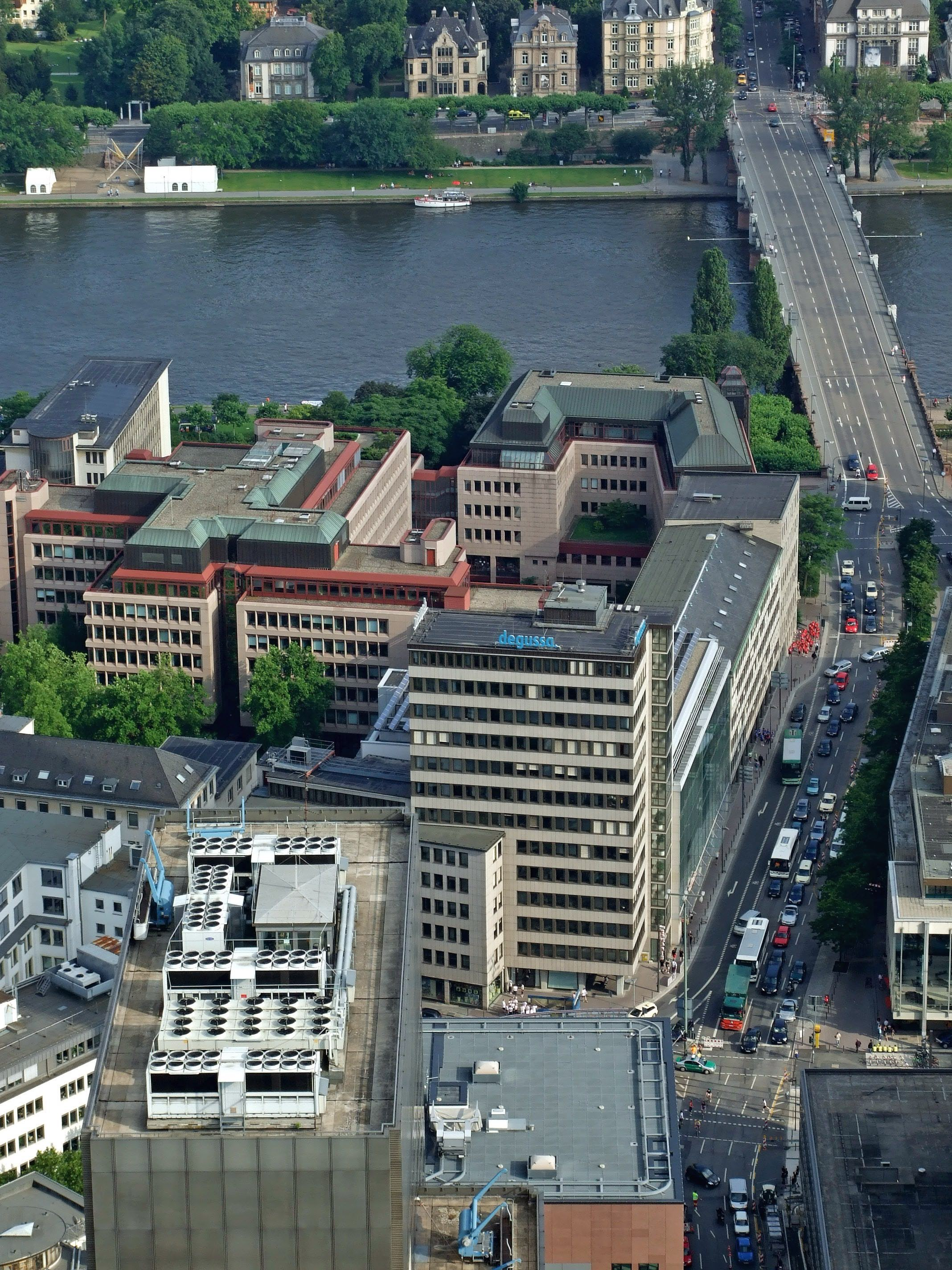
Het (oude) Hoofdkwartier van Degussa in Frankfurt

Op 18 januari 1873 werd in Frankfurt am Main de Deutsche Gold- und Silber-Scheidenanstalt vormals Roessler AG opgericht, een naamloze vennootschap die voortkwam uit de 30 jaar oude Frankfurter Scheideanstalt, gesticht door Friedrich Roessler, hoofd van de Munt van Frankfurt en later door zijn zonen voortgezet. Dit bedrijf richtte zich op de herwinning van edele metalen uit oude, uit circulatie genomen munten.
Aanleiding voor de oprichting van het nieuwe bedrijf was de invoering, na de vorming van het Duitse Rijk in 1871, van een nieuwe eenheidsmunt (de Mark), waardoor een grote hoeveelheid munten uit de voormalige kleine Duitse staten uit circulatie genomen werd. Voor de herwinning van de edele metalen uit deze munten was een scheidingscapaciteit op industriële schaal nodig, en een aantal bankiers schoten het benodigde geld voor. De onderneming met de lange naam werd gemeenzaam "Scheideanstalt" genoemd, en vanaf de jaren 1930 officieus "Degussa" (naar het telegraafadres van het bedrijf); officieel werd de naam van het bedrijf pas in 1980 veranderd tot Degussa AG.
De activiteiten van het bedrijf werden al snel uitgebreid naar andere edelmetaalproducten zoals bladgoud, andere processen om edelmetalen af te scheiden (oorspronkelijk met zwavelzuur; later elektrolyseprocessen en cyaniden) en andere chemicaliën, zoals natriumperboraat (dat vanaf 1907 door Henkel werd gebruikt in het wasmiddel Persil), waterstofperoxide (bleekmiddel) en blauwzuur, mede door de overname van een aantal andere bedrijven.
Tijdens het nationaalsocialistische bewind in de jaren 1933-1945 was Degussa indirect betrokken bij de productie van Zyklon B, het bestrijdingsmiddel op basis van blauwzuur dat vanaf 1941 in de concentratiekampen werd gebruikt. Degussa had vanaf 1931 een aandeel van 42,5% in de producent van Zyklon B, Degesch; de andere aandeelhouders waren IG Farben (ook 42,5%) en Th. Goldschmidt AG (15%). De bedrijfsleider van Degesch, Dr. Gerhard Peters, leverde Zyklon B aan Auschwitz in de wetenschap dat het op mensen werd gebruikt. Na de oorlog werd hij daarvoor tot een gevangenisstraf veroordeeld, maar Degussa betaalde zijn borgsom en gerechtskosten, en in 1955 werd hij in beroep vrijgesproken. De bedrijfsleiders van Degussa zelf werden niet aangeklaagd. Tijdens deze periode verwerkte Degussa ook het goud en edelmetaal dat de naziregering bij de Joodse bevolking had geconfisqueerd.
Degussa is stichtend lid van de "Stiftungsinitiative der deutschen Wirtschaft", opgericht om herstelbetalingen te verrichten (Wiedergutmachung) aan voormalige dwangarbeiders en slavenarbeiders in Duitse bedrijven tijdens het nationaalsocialistisch bewind, evenals aan de slachtoffers van rassenvervolging in die periode.
Na de Tweede Wereldoorlog (en waarschijnlijk ook ervoor) was Degussa een van de grote Europese producenten geweest van dentaal amalgaam. Een composiet voor tandvulling met kwik, koper, zilver en andere metalen. In 1994 staakte Degussa de productie van amalgaam.
In 1999 fuseerde Degussa met Hüls AG uit Marl tot Degussa-Hüls AG. Hüls was een dochtermaatschappij van het energieconcern VEBA, dat daarmee de grootste aandeelhouder werd van Degussa-Hüls. Hüls was onder meer producent van het synthetisch rubber BuNa (van butadieen-natrium). Dankzij de overname van het bedrijf Röhm was het ook producent van plexiglas (polymethylmetacrylaat).
Na de fusie van VEBA en VIAG tot E.ON werden Degussa-Hüls en de VIAG-dochters Th. Goldschmidt en SKW Trostberg gefuseerd tot de "nieuwe" Degussa, en werd de hoofdzetel van Frankfurt naar Düsseldorf verplaatst. SKW Trostberg (Süddeutsche Kalkstickstoffwerke AG uit Trostberg) was een producent van de kunstmeststof kalkstikstof (calciumcyaanamide). Th. Goldschmidt AG was oorspronkelijk gespecialiseerd in anorganische en metallurgische chemicaliën maar had zich vanaf de jaren 1960 toegelegd op organische chemicaliën zoals onder meer additieven voor cosmetica en verven.
De "nieuwe" Degussa richt zich volledig op de zogenaamde "fijnchemicaliën". De edelmetaal-activiteiten van Degussa werden in 2000 in een aparte maatschappij ondergebracht en kwam in 2003 in handen van het Belgische Umicore. Daarmee verloor Degussa haar oorspronkelijke activiteit, waaraan de onderneming haar naam ontleende.
Sedert 1 juni 2004 is RAG de meerderheidsaandeelhouder (50,1%) van Degussa. RAG Aktiengesellschaft (voorheen Ruhrkohle AG) is een Duits bedrijf actief in energie, mijnbouw, chemie en vastgoed met als voornaamste aandeelhouders RWE, ThyssenKrupp, Arbed en E.ON. E.ON zelf had nog 42,86% van de aandelen; de overige 7,04% is vrij verhandelbaar. In december 2005 verkocht E.ON zijn aandelenbelang in Degussa aan RAG. Met de verkoop was een bedrag van 2,8 miljard euro gemoeid. Het RAG-concern heeft daarmee ruim 90% van de aandelen in handen gekregen.
Op 12 september 2007 veranderde RAG zijn naam in Evonik Industries en werd Degussa de chemietak van dit concern.

## Degussa Antwerpen
In Antwerpen beschikt Degussa over een terrein van circa 110 hectare met verschillende productie-eenheden. De site, op het opgespoten terrein tussen de Schelde en het Kanaaldok ter hoogte van de Liefkenshoektunnel en Lillo, werd verworven in 1968 en de productie begon in 1970. Degussa Antwerpen produceert onder meer blauwzuur (als grondstof voor andere eenheden op de site); waterstofperoxide; natriumperboraat (productie-eenheid gesloten); acroleïne; aerosil; cyanuurchloride (productie-eenheid gesloten); methylmercaptaan en methionine.
Op de site van Degussa werd in 2002 ook een petrochemische eenheid van dochtermaatschappij Oxeno in gebruik genomen, voor de productie van MTBE en dibuteen op basis van een mengsel van C4-koolwaterstoffen (butenen en butadienen).
Een eenheid voor de productie van nicotinezuur en nicotinezuuramide (vitamine B3) werd in 2003 verkocht aan Reilly Industries uit Indianapolis (Verenigde Staten). Deze eenheid opereert als Vertellus Specialties Belgium N.V. (productie-eenheid gesloten)
Er werken 1019 mensen op de site van Degussa Antwerpen. Het is de op een na grootste vestiging van Degussa buiten Duitsland, na die in Mobile (Alabama) (VS).
Sedert 26 september 2007 is de naam van de vestiging veranderd in Evonik Degussa Antwerpen.
Sedert 1 januari 2018 is de naam van de vestiging veranderd in Evonik Antwerpen NV.

## Degussa Nederland
In Rotterdam Botlek bevond zich Evonik Carbon Black Nederland BV; daar werd sinds 1960 carbon black (structuur roet) geproduceerd voor de rubberindustrie (autobanden). Indertijd waren 'Botlek' en een zusterbedrijf in Ravenna (Italië) de eerste carbon black fabrieken in Europa; het was economischer om de grondstof (zware oliefracties) naar Europa te vervoeren en er daar carbon black van te maken dan om het carbon black naar Europa te verschepen (vanwege het lage soortelijk gewicht van carbon black en de transportkosten).
In 2011 verkocht Evonik haar Carbon Black activiteiten aan de investeringsmaatschappij Rhône Capital, maar de fabriek in het Botlekgebied sloot reeds op 29 juni 2010. De opgegeven reden was daarbij dat de belangrijkste afnemers van carbon black zich in Midden-Europa bevonden.